# Han Olff
Han Olff (5 maart 1962) is hoogleraar ecologie aan de Rijksuniversiteit Groningen. 

## Biografie, kwalificatie en loopbaan
Han Olff studeerde van 1982 tot 1988 biologie in Groningen. In 1985 behaalde hij zijn Kandidaats en in 1988 zijn Doctoraal. In 1992 promoveerde hij, cum laude.
Van 1999 tot 2002 was Olff universitair hoofddocent bij de Resource Ecology group van Wageningen University & Research. Van 2002 tot 2004 deed hij een postdoc bij het Centre for Agrobiological Research in Wageningen. Van 1999 tot 2004 was hij tevens universitair docent bij de Nature Conservation and Plant Ecology group (Plantenecologie en natuurbeheer) in Wageningen.
Sinds 2002 is Olff hoogleraar Community and Conservation Ecology bij het Institute for Evolutionary Life Sciences van de Rijksuniversiteit Groningen.

## Onderzoek
Het onderzoek van Olff richt zich op de structuur en het functioneren van diverse gemeenschappen en ecosystemen. Daarbij krijgen tal van interacties tussen verschillende onderdelen van ecosystemen aandacht, zoals de verbanden tussen planten en herbivoren, tussen detritivoren, bodem en herbivoren en tussen prooien en  predatoren. Olff verricht zijn onderzoek in zowel gematigde gebieden, zoals de Oostvaardersplassen en de Waddenzee, als tropische gebieden, zoals Serengeti in Afrika. Olff heeft zowel belangstelling voor experimenteel werk als voor theorie-ontwikkeling.

## Maatschappelijke betrokkenheid
Olff geeft geregeld advies over natuurbeschermingsvraagstukken en mengt zich af en toe in maatschappelijek debatten. Hij is onder meer lid van de Raad van Toezicht van het Wereldnatuurfonds (WNF) en van de Raad van Toezicht van ARK Natuurontwikkeling.
Samen met Wim de Vries publiceerde Olff in augustus 2022 een ingezonden brief in Trouw, waarin de regering werd opgeroepen de aanpak van de stikstofproblematiek voortvarend aan te pakken. De brief werd mede ondertekend door 34 collega-wetenschappers.

## Publicaties
Publicaties van Han Olff, en publicaties waaraan hij meewerkte zijn o.a.:
- J.P. Bakker, L.F.M. Fresco & H. Olff  (1990). Successie en fluctuaties in de soortensamenstelling en productie van graslandvegetaties bij verschralend beheer. Gearchiveerd op 5 oktober 2022. De Levende Natuur  91 (4): 140–145
- (en) Olff, Han (1992). On the mechanisms of vegetation succession. Rijksuniversiteit Groningen, Groningen. OCLC 742417966 (diss.)
- Piersma, Theunis, Han Olff  (2010). De Nederlandse biodiversiteit is met verder polderen niet te herstellen. Gearchiveerd op 4 oktober 2022. De Levende Natuur  111 (6): 238-242
- L.L. Govers, T. van der Heide, H. Olff, Q.J. Smeele & A. van der Eijk  (2017). Laat Griend weer wandelen. Gearchiveerd op 5 oktober 2022. De Levende Natuur  118 (5): 181-187
- (en) Veldhuis, M. P., Ritchie, M. E., Ogutu, J. O., Morrison, T. A., Beale, C. M., Estes, A. B., Mwakilema, W., Ojwang, G. O., Parr, C. L., Probert, J., Wargute, P. W., Hopcraft, J. G. C., & Olff, H.  (2019a). Cross-boundary human impacts compromise the Serengeti-Mara ecosystem. Science  363 (6434): 1424–1428. DOI:10.1126/science.aav0564.[4]
- (en) Ogutu, J. O., Veldhuis, M. P., Morrison, T. A., Hopcraft, J. G. C., & Olff, H.  (2019b). Conservation: Beyond population growth - Response. Science  365 (6449): 133-134. DOI:10.1126/science.aay3049.[5]
- (en) van Leeuwen, C. H. A., Temmink, R. J. M., Jin, H., Kahlert, Y., Robroek, B. J. M., Berg, M. P., Lamers, L. P. M., van den Akker, M., Posthoorn, R., Boosten, A., Olff, H., & Bakker, E. S.  (2021). Enhancing ecological integrity while preserving ecosystem services: Constructing soft-sediment islands in a shallow lake.. Ecological Solutions and Evidence  2 (3; e12098)[6]
- Govers, L., V. Reijers, Q. Smeele, H. Olff, E. van der Zee, R. Temmink, B. Marin-Diaz, G. Fivash, J. Nauta, T. van der Heide (2021). Habitat-overstijgende interacties in het Waddengebied. VBNE, Driebergen. OCLC 1268982900 (Rapport nummer 2021/OBN248-DK)
- W. de Vries, M.C. Krol, N.W.M. Ogink, J. Kros, Han Olff, Stikstofbeleid heeft solide wetenschappelijke basis. Nature Today (29 augustus 2022). Gearchiveerd op 29 augustus 2022. Geraadpleegd op 30 september 2022.